# Wrzeciono czasu
Wrzeciono czasu – polski film obyczajowy z 1995 roku, będący środkową częścią pamiętnika artysty pisanego kamerą.
Jest to refleksja na temat czasu i przemijania. Osobista, sarkastyczna opowieść o tworzeniu filmu przez Andrzeja Kondratiuka i jego żonę Igę Cembrzyńską. Para żyje z dala od zgiełku cywilizacji, w symbiozie z naturą, pędząc leniwy żywot w drewnianej chałupie we wsi Gzowo nad Narwią.

## Występują
- Andrzej Kondratiuk – Andrzej
- Iga Cembrzyńska – Marynia
- Katarzyna Figura – Matylda
- Janusz Kondratiuk – Janusz, brat
- Krystyna Kondratiuk – matka
- Arkadiusz Kondratiuk – ojciec (pojawia się we fragmentach filmu  Cztery pory roku)
- Vera Kondratiuk – mała dziewczynka
- Zygmunt Morawski – sąsiad
- Janina Morawska – sąsiadka ("Żaba")
- Marek Grzebiela – Marek (głosu użyczył Artur Barciś)